# Miralem Halilović
Miralem Halilović (Tuzla; 22 de julio de 1991) es un baloncestista bosnio que pertenece a la plantilla del Dinamo Sassari de la Serie A italiana. Con 2,08 metros de estatura, juega en la posición de ala-pívot o pívot. 

## Trayectoria deportiva

### Profesional
Miralem creció en las categorías inferiores del OKK Sloboda Tuzla, de donde marchó para jugar cuatro temporadas jugando para el KK Zagreb. Después de pasar tres meses en el BC Dzūkija lituano al comienzo de la temporada 2014-15, regresó brevemente a Zagreb y firmó un contrato de tres meses con KK Krka en marzo de 2015.
En julio de 2015, regresó al KK Zagreb, firmando un contrato por una temporada. En agosto de 2016 fichó por el GKK Šibenik.
En junio de 2017 fichó por el club francés Orléans Loiret Basket de la LNB Pro B, equipo con el que consiguió el ascenso a la Pro A la temporada siguiente, colaborando con 17,6 puntos y 7,9 rebotes por partido.
El 27 de abril de 2020 firmó con Metropolitans 92 de la LNB Pro A. Allí jugó dos temporadas, promediando 10,3 puntos y 5,8 rebotes por partido en la segunda de ellas.
El 27 de junio de 2022 fichó por el Nanterre 92 de la LNB Pro A.
El 4 de julio de 2023 fichó por el Galatasaray Ekmas de la Basketbol Süper Ligi turca.
El 27 de mayo de 2024 fichó por el Dinamo Sassari de la Lega Basket Serie A italiana.

### Selección nacional
Dokossi forma parte de la selección de Bosnia y Herzegovina desde 2010, con la que disputó el Eurobasket 2022 como mayor logro, donde promedió 10,8 puntos y 6,2 rebotes por partido.